# عبد الرسول البصارى
عبد الرّسول عبد الكاظم محمّد البصارة (9 رجب 1364- 4 ربيع الأول 1433)، شيخ ورجل دين شيعي من خطباء تاروت وأهالي حي الديرة في محافظة القطيف.

## النشأة
وُلِدَ في حي الديرة من أحياء جزيرة تاروت، كان والدُه يعمل في البحر مُدَّة من السنين ثم اشتغل في التجارة وتولى فترة من الزمن منصب عُمْدَةِ تاروت وتُوفِّي سنة 1371هــ، فنشأ عبد الرسول يتيمًا، ولم يبق في ذاكرته من حياة أبيه إلا قليلا من الذكريات عندما كان يصطحبه فيها إلى الحسينيات في مختلف المناسبات ويقرأ القرآن في فجر كل يوم. تولت والدته تربيته وكانت متعلقة بالإمام الحسين ومتأثرة به كثيرا وانعكس هذا التأثر البالغ على تربيتها لابنها فحثته على مواصلة تعلم وحفظ القرآن الكريم ثم القراءة الحسينية، كما هيأت له أسباب صعود المنبر من تشجيع وشراء كتب وغير ذلك، فكانت هي صاحبة الفضل في سلوكه هذا الطريق، وقد أُصِيبَ بمرض وعمره أربعة أشهر أفقده ضوء عينيه فلم يبق له منهما غير بصيص نور ضئيل.
بدأ مسيرته التعليمية منذ سن مبكر حيث تَعَلُّم القرآن في حياة والده، وبعد أنْ تُوفِّيَ واصلتْ والدته دفعه إلى إتمام ما ابتدأه من تعلم القرآن الكريم ثم بعثه إلى مَنْ يُعَلِّمُهُ القراءة، اِلتحق بالدِّراسة الحوزويَّة في البلاد وفي النجف فكان يقصدها من شهر ربيع الأول إلى شهر شعبان، وقد بدأ الذهاب إليها في عام 1389هــ واستمر في ذلك ثلاث سنين، وكان هدفه من الذهاب إلى النجف مُضافًا إلى طَلَبِ العلوم الدِّينيَّة تقوية الجانب الخطابي لديه فدرس كتاب الاجروميَّة الذي ألَّفَه أبو عبد الله محمد بن داود الصنهاجي المعروف بابن آجروم المولود سنة 672هـ وقد قرأ ذلك الكتاب عند العلامة الشيخ علي بن يحي، ودَرَسَ كتاب قطر الندى الذي ألَّفَهُ أبو محمد عبد الله جمال الدِّين بن أحمد بن عبد الله بن هشام الأنصاري المولود سنة 708هـ وقد قرأ ذلك الكتاب عند العلامة الشيخ علي بن يحي، ودَرَسَ كتاب شَرْحِ الألفية لابن عقيل عبد الله بن عبد الرحمن العقيلي الهمداني المولود سنة 698هـ وقد درس شطرًا منه عند العلامة الشيخ علي بن يحي وشطرًا آخر عند العلامة الشيخ علي بن العلامة الشيخ منصور المرهون وشطرًا آخر عند الشيخ ميرزا حسين البريكي، كما دَرَسَ كتاب عقائد الإمامية الذي ألَّفَهُ العلامة المجدد الشيخ محمد رضا المظفر المولود سنة 1322هـ وقد دَرَسَ ذلك الكتاب في النجف عند العلامة الشيخ منصور البيات وكتاب الدِّين والإسلام الذي أَلَّفَهُ العلامة الشيخ محمد حسين بن الشيخ علي بن الشيخ محمد رضا كاشف الغطاء المولود سنة 1294هــ وقد دَرَسَ ذلك الكتاب في النجف عند العلامة الشيخ منصور البيات  وقد تأثر به كثيراً سيما في الجانب العقائدي، وكتاب الباب الحادي عشر النافع يوم الحشر الذي أَلَّفَهُ العلامة الحسن بن يوسف بن علي بن المطهر المعروف بالعلامة الحلي المولود سنة 648هـ وقد دَرَسَ شطرًا منه عند الشيخ ميرزا حسين البريكي، وكتاب شرائع الإسلام للمحقق الحلي  عند العلامة الشيخ منصور البيات. وتلقى بعض الدروس عند الشيخ فرج العمران القطيفي.

## مسيرته الخطابية
كانت مدّة خطابته وتشرّفه بالخدمة الحسينية، قرابة النّصف قرن، أي خمسين سنة، راح فيها معلّماً ومثقّفاً ومربّياً للأجيال، وباكياً ومُبكياً. رافق في معظم مسيرته الخطابية كلا من الشيخ جمال الخباز والملا أبو زيد، والملا المسيري والملا الفضال.

### أساتذته
هناك مجموعة ممّن تتلمذ على أيديهم، في ميدان تحصيل العلم والمعرفة فمنهم:
1. الخطيب المعروف، الملّا خليل أبو زيد، تعلّم عنده القراءة.
2. الشيخ علي بن يحي، ـ وهو من العلماء الكبار، ومن أصحاب السّيّد الشّهيد[من؟] ـ درس عنده الأجرومية، وقطر النّدى، وشيئاً من الألفيّة.
3. الشيخ علي المرهون، درس عنده بقيّة الألفيّة، والشّرائع.
4.الشيخ منصور البيات.
5.الميرزا البريكي.
عُرِف بالإيمان والتّواضع، والصّفات العالية، ورائديّته للطور العراقي على نطاق محافظة القطيف، وبصوته المميز، الذي سبّب له شهرة فائقة سرت إلى ضواحي القطيف، ونواحيها من المنطقة الشّرقيّة، حتّى برز، فعُدّ من أبرز الخطباء في العالم العربي، فكان عميد المنبر العاشورائي الحسيني الأوّل في منطقته.

### تلاميذه
تتلمذ على يديه من الخطباء: الخطيب الحسيني حسين عبد الله الفضل (أبوشريف) والخطيب الحسيني عبد النبي آل خاتم (أبوحسين) والخطيب الحسيني عبد الودود خليل أبوزيد (أبوباقر) والخطيب الشيخ عبد الحميد الغمغام (أبوحسين).

## معاناته مع المرض ووفاته
عانى من بعض الأمراض التّي تحلّ بالجسد مع تقدّم العمر، وخضع لعملية قسطريّة في القلب، ومع حالته الصّحيّة ـ قبلها وبعدها ـ التّي لم تكن على ما يُرام، وضعف نظره، إلّا أنّه بقي منكبّاً ومستمرّاً في الدّرب الذي خطّه لنفسه منذ الصّغر، وهو خدمة الإمام الحسين، وأهل بيته، ولم يمنعه شيئاً من تأدية رسالته وواجبه في الحياة، فكان عنصراً ناجحاً وفاعلاً، ومساهماً في تربية الأجيال، مثقّفِاً، ومعلّماً.
توفي يوم الجمعة، مساء السبت، الموافق 4/ 3 / 1433هـ، 27 يناير 2012، عن عمر ناهز 69 عاماً.
بلغ عدد المشيّعين له الآلاف، قدمت من جهات عديدة من نواحي القطيف وما جاورها، وقد رُفعت الرّايات والأعلام الخضراء والسوداء، تعبيراً عن الحزن، وكان التشييع في اليوم التّالي من الوفاة، يوم السبت في تمام السّاعة الثّانية والنّصف بعد الظهر، وينطلق من حسينيّة الشايب بجزيرة تاروت الواقعة في حيّ الديرة.
لقد أُقيمت صلاتان: الأولى تقدّمها السّيد منير الخبّاز، والثّانية تقدّمها الشيخ غالب الحمّاد، عند المغتسل. دُفن الملّا عبد الرّسول البصارة في مقبرة تاروت، بمحافظة القطيف، من شرق السّعودية.